# Оссіан (Айова)
Оссіан (англ. Ossian) — місто (англ. city) в США, в окрузі Віннешік штату Айова. Населення — 802 особи (2020).

## Географія
Оссіан розташований за координатами 43°8′48″ пн. ш. 91°45′53″ зх. д. / 43.14667° пн. ш. 91.76472° зх. д. (43.146728, -91.764855).  За даними Бюро перепису населення США в 2010 році місто мало площу 2,87 км², уся площа — суходіл.

## Демографія
Згідно з переписом 2010 року, у місті мешкало 845 осіб у 339 домогосподарствах у складі 223 родин. Густота населення становила 294 особи/км².  Було 360 помешкань (125/км²).
Расовий склад населення:
| - 98,5 % — білих - 0,2 % — азіатів |

До двох чи більше рас належало 0,6 %. Частка іспаномовних становила 3,3 % від усіх жителів.
За віковим діапазоном населення розподілялося таким чином: 22,7 % — особи молодші 18 років, 55,1 % — особи у віці 18—64 років, 22,2 % — особи у віці 65 років та старші. Медіана віку мешканця становила 42,8 року. На 100 осіб жіночої статі у місті припадало 94,7 чоловіків;  на 100 жінок у віці від 18 років та старших — 91,5 чоловіків також старших 18 років.
Середній дохід на одне домашнє господарство  становив 59 604 долари США (медіана — 51 583), а середній дохід на одну сім'ю — 73 934 долари (медіана — 63 375). Медіана доходів становила 42 500 доларів для чоловіків та 30 774 долари для жінок. За межею бідності перебувало 12,8 % осіб, у тому числі 21,2 % дітей у віці до 18 років та 7,5 % осіб у віці 65 років та старших.
Цивільне працевлаштоване населення становило 527 осіб. Основні галузі зайнятості: освіта, охорона здоров'я та соціальна допомога — 28,1 %, будівництво — 13,3 %, виробництво — 12,0 %, роздрібна торгівля — 11,2 %.